# Satyrus kasak
Satyrus kasak är en fjärilsart som beskrevs av Andrej Nikolajewitsch Avinoff och Sweadner 1951. Satyrus kasak ingår i släktet Satyrus och familjen praktfjärilar. Inga underarter finns listade.